# Дейч, Джон
Джон Марк Дейч (англ. John Mark Deutch, род. 27 июля 1938, Брюссельский столичный регион) — американский учёный и государственный деятель, Директор Центральной разведки США (1995—1996).

## Биография
Родился в Брюсселе в еврейской семье, в 1942 году родители Дейча, спасаясь от преследований нацистов, переехали вместе с сыном и дочерью в США. В 1945 году Джон получил американское гражданство.
В 1961 году Дейч окончил химико-инженерный факультет Массачусетского технологического института (МТИ), получив степень бакалавра точных наук, и одновременно исторический факультет Амхерстского колледжа, получив степень бакалавра истории. В 1965 году получил степень доктора физической химии в МТИ.
В 1961—1965 годах работал в отделе политического планирования Министерства обороны, после чего вернулся к занятиям наукой.
В 1966—1969 годах работал доцентом химии в Принстонском университете, в 1970—1977 годах — профессором химии в МТИ. С 1976 года — декан химического факультета МТИ. Одновременно работал в «мозговом центре» RAND. В 1977—1980 годах — заместитель министра энергетики, отвечающий за программы производства ядерных вооружений, с 1981 года — ректор МТИ.
В 1989—1993 годах входил в Президентский консультативный совет по внешней разведке, в 1993—1994 годах — заместитель министра обороны по вопросам производства и технологий, с 1994 года — заместитель министра обороны.
19 марта 1995 году назначен президентом Б.Клинтоном директором Центральной разведки и главой Центрального разведывательного управления (ЦРУ), 9 мая утвержден Сенатом, 10 мая вступил в должность, возглавлял ЦРУ до 15 декабря 1996 года. После ухода Дейча с поста директора ЦРУ сотрудники технической инспекции обнаружили в памяти его компьютера, не имевшего специальной системы защиты, 31 секретный документ. В мае 1999 года министерство юстиции приняло решение не возбуждать против Дейча уголовного дела, однако летом того же года директор ЦРУ Джордж Тенет «на неопределенное время» лишил его доступа к секретной базе данных ЦРУ.
После выхода в отставку с поста директора ЦРУ Дейч вернулся в МТИ в качестве профессора химии.
С начала 1999 года — председатель комиссии Конгресса США по проблеме хищения американских ядерных технологий.